# Aoria
Aoria — рід грибів. Назва вперше опублікована 1962 року.

## Класифікація
До роду Aoria відносять 1 вид:
- Aoria amphistroma